# Muehlenbeckia complexa
Muehlenbeckia complexa là một loài thực vật có hoa trong họ Rau răm. Loài này được Meisn. mô tả khoa học đầu tiên năm 1839.